# Teobaldo di Baviera
Teobaldo di Baviera, detto anche Teudebaldo, Teodolto o Teodoalto (... – tra il 716 e il 719), fu duca dei Bavari dal 711, quando suo padre Teodone II lo associò al governo come reggente di Passavia o Salisburgo. Era il secondo figlio di Teodone e Folchaide.
Apparteneva alla stirpe degli Ugobertidi.

## Biografia
Suo padre divise il ducato per lui e per i suoi fratelli nel 715. Alla sua morte il ducato venne diviso ma non si è certi se questa divisione fu territoriale o di coreggenza. Se così fosse, visti i suoi rapporti con i Turingi, la capitale di Teobaldo sarebbe da identificarsi con Ratisbona ed il suo ducato corrispondeva alla diocesi della città.
Il nome di Teobaldo ricorre anche nel "Codice di Salisburgo" (Salzburger Verbrüderungsbuch) del 784. Teobaldo sposò Biltrude come prima o seconda moglie. Probabilmente ebbe un precedente matrimonio con Waldrada, che al contrario potrebbe essere stata moglie del fratello più giovane, Tassilone. Biltrude, più tardi, sposerà Grimaldo, suo fratello più giovane e successore.
| Controllo di autorità | VIAF (EN) 103351537 · CERL cnp01204753 · GND (DE) 140038701 |